# Rety
Rety é uma comuna francesa na região administrativa de Altos da França, no departamento de Pas-de-Calais. Estende-se por uma área de 18,25 km². Em 2010 a comuna tinha 2 116 habitantes (densidade: 115,9 hab./km²).